# Chorebus abaris
Chorebus abaris är en stekelart som först beskrevs av Nixon 1943.  Chorebus abaris ingår i släktet Chorebus och familjen bracksteklar. Inga underarter finns listade i Catalogue of Life.